# 정재원 (1917년)
정재원(1917년 1월 4일 ~ 2017년 10월 9일)은 대한민국의 소아청소년과 의사이자 기업인이다.

## 생애
정재원은 1917년 1월 4일, 황해도 은율군에서 태어났다. 두 살 때 부친을 여의었으며 15세에 평양 기성의학강습소(箕城醫學講習所)에서 교재를 등사하는 사환 일을 하면서 의사고시에 도전하여 1937년 6월 만 19세(21세)에 의사검정고시 전 과목에 합격했다. 1939년, 명동성모병원 견습 의사 시절에 생후 100일도 안 된 사내아이가 우유나 모유를 소화하지 못해 설사를 연거푸 하다 끝내 사망에 이른 것을 보았지만 당시만 해도 왜 이런 일이 벌어지는지 알지 못해 안타까운 마음을 가졌다고 한다. 이후 1960년 영국 런던 대학원으로 유학을 떠났는데, 이곳에서도 장기 설사의 원인을 찾지 못했다. 그런데 소아 알레르기 질환을 전문적으로 연구하는 미국 샌프란시스코 UC메디컬센터에서 발표한 유당불내증 연구 논문을 발견하게 되었다. 그를 통해 그 당시 아이가 우유와 모유를 소화하지 못해 결국 죽게 된 원인이 유당불내증 때문임을 알게 되었다. 
본래 동양인은 유당을 분해하는 효소인 락타아제가 서양인에 비해 적어 우유를 잘 받아들이지 못하는 경우가 많았는데 이 원인을 알게 된 그는 '유당이 들어가 있지 않은 우유'를 만들기로 결심하고 마침내 우유 못지 않게 단백질이 풍부한 콩을 연구하여 1967년에 콩으로 만든 우유인 두유를 발명하게 되었다. 이 두유가 바로 그 유명한 베지밀이다. 이 소식을 들은 환자들이 전국에서 몰려오는 바람에 수공업을 접고 대량생산을 위해 1973년에 정식품이란 기업을 차려 기업인이 되었다. 그리하여 베지밀이 전국에 퍼지게 되었고 40년이 지난 지금까지도 "베지밀을 먹고 부작용이 났거나 피해를 봤다고 한 사람이 단 한 명도 없었다."고 한다. 이후 2013년에 언론과 가진 인터뷰에서 현재는 경영 일선에서 물러나 명예회장이 되었지만 여전히 콩 연구를 계속하고 있다고 말했다. 90이 넘은 나이에도 정정하게 생활하며 건강을 자랑했으며 자신의 장수 비결에 대해 규칙적 생활과 꾸준한 공부라고 밝혔다. 90세가 넘어서도 매일 아침 5시에 기상하여 EBS 영어방송을 듣는 것으로 하루를 시작하며 산책과 반신욕을 꾸준히 하고 음식은 콩, 토마토, 호두, 호박, 시금치, 브로콜리 등 식물성 음식을 끼니 때마다 섭취하고 밥은 조금씩 먹는 것이 자신의 장수 비결이라고 한다. 
2017년 10월 9일에 노환으로 사망했다. 향년 100세.